# 扶安警察署
扶安警察署（プアンけいさつしょ）は、全北地方警察庁所管の警察署である。

## 管轄区域
- 扶安郡

## 沿革
- 1945年10月21日 - 開署
- 1963年1月1日 - 蝟島面を全羅南道霊光郡から扶安郡に編入したことに伴い、当署の管轄になる。
- 1997年11月12日 - 現在の庁舎が竣工。

## 組織
- 警務課
- 生活安全課
- 捜査課
- 情報保安課
- 警備交通課

## 管轄地区隊
- 西林地区隊

## 管轄派出所
- 下西派出所
- 格浦派出所
- 上西派出所
- 鎮西派出所
- 茁浦派出所
- 舟山派出所
- 界火派出所
- 蝟島派出所

## 管轄治安センター
- 東津治安センター
- 幸安治安センター
- 白山治安センター
- 辺山治安センター
- 英田治安センター